# تپه ره ش وزیر
تپه ره ش روستای وزیر مربوط به(2500سال قبل از میلاد) دوران پیش از تاریخ ایران باستان - دوران‌های تاریخی پس از اسلام است و در شهرستان دیواندره، بخش مرکزی، روستای وزیر واقع شده و این اثر در تاریخ ۲۴ فروردین ۱۳۸۲ با شمارهٔ ثبت ۸۰۳۰ به‌عنوان یکی از آثار ملی ایران به ثبت رسیده‌است.